# جاكوب كوهن (أستاذ جامعي)
جاكوب كوهن (بالإنجليزية: Jacob Cohen)‏ هو إحصائي وعالم نفس أمريكي، ولد في 20 أبريل 1923، وتوفي في 20 يناير 1998.